# Dół (Łubno)
Dół – część wsi Łubno w Polsce położona w województwie podkarpackim, w powiecie rzeszowskim, w gminie Dynów.
W latach 1975–1998 Dół administracyjnie należał do województwa przemyskiego